# Sophronica sudanica
Sophronica sudanica är en skalbaggsart som beskrevs av Stefan von Breuning 1962. Sophronica sudanica ingår i släktet Sophronica och familjen långhorningar.
Artens utbredningsområde är Mali. Inga underarter finns listade i Catalogue of Life.